# Telaga Mekar
Telaga Mekar is een bestuurslaag in het regentschap Aceh Tenggara van de provincie Atjeh, Indonesië. Telaga Mekar telt 385 inwoners (volkstelling 2010).